# Église Saint-Marc des Bruyères d'Asnières-sur-Seine
L’église Saint-Marc des Bruyères est une église catholique paroissiale de la commune d'Asnières-sur-Seine. Elle est située au 16, rue du Bourbonnais, à l'angle de la rue des Bruyères, dans le quartier des Bruyères.

## Histoire
La première pierre est posée le 31 mars 1963. L'église est consacrée à Marc l'Évangéliste.

## Paroisse
La paroisse est animée par la Communauté de l'Emmanuel.